# 連尾鮡
連尾鮡為輻鰭魚綱鯰形目連尾鮡科的其中一種，為熱帶淡水魚，分布於亞洲印度、孟加拉、尼泊爾、馬來亞與印尼淡水流域，體長可達20公分，棲息在軟底質底層水域，生活習性不明，可做為觀賞魚。

## 扩展阅读
維基物種上的相關：連尾鮡